# Dawit Qipiani
Dawit Qipiani (georgisch დავით ყიფიანი; russisch Давид Давидович Кипиани Dawid Dawidowitsch Kipiani; englisch David Kipiani; * 18. November 1951 in Tiflis, Georgische SSR, Sowjetunion; † 17. September 2001 in Tiflis, Georgien) war ein georgisch-sowjetischer Fußballspieler und Trainer.
Der Mittelfeldspieler gilt als einer der besten Spieler der georgischen Schule im sowjetischen Fußball und war einer der Schlüsselspieler von Dinamo Tiflis beim Sieg im Europapokal der Pokalsieger 1981. Ihm gelangen 100 Pflichtspieltore für Tiflis und sieben Treffer bei 19 Einsätzen für die Sowjetische Nationalmannschaft.
Trotz seiner Erfolge blieb Qipiani, der 1977 zum sowjetischen Fußballer des Jahres gewählt wurde, international relativ unbekannt, da er bei keinem großen internationalen Turnier zum Einsatz kam. Als Trainer war Qipiani ebenfalls sehr erfolgreich, mit verschiedenen georgischen Klubs konnte er sieben nationale Meisterschaften gewinnen, zudem war er zweimal Trainer der georgischen Auswahl.

## Aktive Laufbahn
Qipiani wurde in der Fußballschule Nr. 35 in Tiflis ausgebildet und begann seine Laufbahn als Profi 1968 bei Dinamo, konnte sich anfangs nicht durchsetzen und wechselte 1970 für ein Jahr zum Lokalrivalen Lokomotive Tiflis. Dort konnte er mehr von seinem Talent zeigen. Schon zur Folgesaison wechselte er zurück zu Dinamo, wo er in den nächsten zehn Jahren Dreh- und Angelpunkt der erfolgreichsten Mannschaft des Clubs wurde. In den Jahren 1971 bis 1981 konnte sich Dinamo unter seiner Führung sieben Mal unter den Top drei der sowjetischen Liga platzieren und sogar den Meistertitel (1978) sowie zwei Pokalsiege erringen.
Daneben spielte Qipiani erfolgreich in der sowjetischen Auswahl. Mit ihr gewann er 1976 beim olympischen Fußballturnier die Bronzemedaille, jedoch ohne beim Turnier auch nur einmal eingesetzt zu werden. In Qipianis großer Zeit konnte sich die UdSSR weder für Welt- noch für Europameisterschaften qualifizieren.

## Trainerlaufbahn
Qipiani wurde nach Ende seiner aktiven Zeit Trainer, überwiegend in Georgien, lediglich zwei ausländische Vereine coachte er: Olympiakos Nikosia (Zypern 1992/93), sowie Schinnik Jaroslawl (Russland 1998). Die meiste Zeit blieb er jedoch bei seinem alten Verein Dinamo Tiflis, bei dem er 1984 bis 1985, 1988, 1990 und 1995 bis 1997 als Cheftrainer und 1991 als Manager angestellt war. Dazwischen war er 1988 kurzzeitig Trainer des Tifliser Lokalrivalen Lok. 1997 wurde er zudem erstmals Trainer der georgischen Nationalmannschaft, wurde aber nach der verpassten Qualifikation zur WM 1998 entlassen.
Von 1999 bis zu seinem Tod war er schließlich Trainer von Torpedo Kutaisi, die er zu zwei Meisterschaften (2000 und 2001) und einem Pokalsieg (2001) führen konnte. Von 2000 bis 2001 war er gleichzeitig zum zweiten Mal Nationaltrainer, wurde aber wegen der verpassten Qualifikation zur WM 2002 entlassen.
Qipiani erlitt am 17. September 2001 einen Herzinfarkt, als er am Steuer seines Autos auf einer Straße beim Dorf Zerowani, nahe der Stadt Mzcheta, saß und starb an den Folgen des Infarkts auf dem Weg ins Krankenhaus in Tiflis in Verbindung mit den Verletzungen durch den Autounfall. Wegen seines Begräbnisses am folgenden Wochenende sagte der georgische Verband sämtliche Spiele an diesem Wochenende ab. Eine Woche später benannte der Verband den georgischen Fußballpokal nach Qipiani.